# Nnewi
Nnewi – miasto w Nigerii, drugie pod względem wielkości w stanie Anambra. Wraz z miejscowościami podmiejskimi liczy około miliona mieszkańców.
Nnewi jest znanym ośrodkiem medycznym - mieści się tu szpital uniwersytecki Nndami Azikiwe University Teaching Hospital. 
Jest ośrodkiem handlu, przemysłu spożywczego, kosmetycznego, samochodowego, poligraficznego, tekstylnego i innych.